# You've Lost That Lovin' Feelin'
You've Lost That Lovin' Feeling' è una famosa canzone dei The Righteous Brothers del 1965. Il brano raggiunse la posizione numero uno nelle classifiche di Stati Uniti e del Regno Unito.
Il brano è considerato un capolavoro della musica leggera ed uno dei più noti nella storia della musica.
Nel 1999, la Broadcast Music Incorporated (BMI) ha annunciato che il brano è il più trasmesso dalle radio nel ventesimo secolo. Inoltre la canzone è stata scelta dalla RIIA come una delle "canzoni del secolo".
La canzone è stata classificata alla posizione 34 della Lista delle 500 migliori canzoni della storia secondo la rivista Rolling Stone.

## Composizione, registrazione e successo
Scritta da Phil Spector, Barry Mann, e Cynthia Weil, la canzone fu registrata nello Studio A dei rinomati Gold Star Studios a Los Angeles, e vede Bill Medley come cantante principale del brano. Bobby Hatfield si univa al coro solo dopo la metà della canzone. Fra i coristi del brano c'era anche una giovanissima Cher. La canzone registrata durava quasi quattro minuti, ed era eccessivamente lunga per poter ottenere accoglienza nelle radio. Spector rifiutò di tagliare il brano, e fece stampare sulla copertina del disco una falsa durata di 3:05 anziché gli effettivi 3:45.
Durante il Natale del 1964, la cantante britannica R&B Cilla Black pubblicò una cover del brano prima che il singolo dei Righteous Brothers venisse importato. Per favorire la versione dei Righteous Brothers nelle classifiche inglesi, Andrew Oldham, manager dei Rolling Stones, comprò un'intera pagina della rivista Melody Maker, per dichiarare che You'Ve Lost That Lovin' Feeling era la più grande produzione di Phil Spector, la musica "del domani" che avrebbe messo in evidenza la mediocrità della moderna industria discografica.
A metà febbraio 1965, il singolo dei Righteous Brothers era al numero uno sia negli Stati Uniti per due settimane sia nel Regno Unito per due settimane ed al numero due in Irlanda. 
Il singolo fu anche l'unica canzone ad entrare nella top ten britannica in tre differenti occasioni: nel 1965, nel 1969 e nel 1990, quando fu rilanciata dal successo di Unchained Melody dovuto al successo del film Ghost - Fantasma. La canzone fa parte della colonna sonora del film Top Gun (1986), con Tom Cruise.

## Cover
Importanti cover del brano sono state registrate da:
- David Richard Campbell featuring Jimmy Barnes
- Elvis Presley
- Nancy Wilson
- Joan Baez
- Gladys Knight & The Pips
- Long John Baldry & Kathi McDonald
- Isaac Hayes
- Westlife
- Cilla Black
- Neil Diamond e Dolly Parton
- Lee Hazlewood e Nancy Sinatra
- Dionne Warwick
- The Human League
- Roberta Flack e Donny Hathaway
- Hall & Oates
- Erasure,
- The Firm (featuring Jimmy Page & Paul Rodgers)
- The Flying Pickets
- Johnny Rivers
- Telly Savalas
- Brian Wilson
- Barry Manilow
- Legs Diamond
- James Last
- Morgan Fisher
- Paul Shane
- David Hasselhoff